# Hospental
Hospental és un municipi del cantó d'Uri (Suïssa).